# Me-Iung Ting
Me-Iung Ting, död 1969, var en kinesisk läkare. 
Hon tog examen i medicin vid Mount Holyoke College och University of Michigan vid Ann Arbor i USA. Hon var direktör för Tientsin Women’s Hospital 
(Peiyang Women’s Hospital) och hade överinseendet över stadens barnhem och två skolor. 
Hon var Kinas delegat till Pan-Pacific Women’s Conference 1928. Hon blev ordförande för International Relief Committee i Tientsin 1943.
Hon emigrerade till USA 1950.  